# Jaromír Berák
Jaromír Berák (15. března 1902 Kroměříž – 3. prosince 1964 Praha) byl český a československý právník, politik Československé strany lidové a poválečný poslanec Ústavodárného Národního shromáždění a Národního shromáždění ČSR a ČSSR.

## Biografie
Narodil se v rodině středoškolského profesora v Kroměříži Jana Beráka a jeho manželky Marie, rozené Koželuhové. Po maturitě na gymnáziu v Příboře studoval práva na Univerzitě Karlově, studia úspěšně ukončil roku 1925.
Profiloval se jako odborník na finanční právo a finanční vědu. V mládí se počátkem 20. let 20. století pokoušel o básnickou tvorbu. Byl členem literární skupiny a přítelem Jiřího Wolkera. K roku 1954 se profesně uvádí jako docent vysoké školy ekonomické.
Po parlamentních volbách v roce 1946 se stal poslancem Ústavodárného Národního shromáždění za ČSL. Mandát ale nabyl až dodatečně jako náhradník v březnu 1948 poté, co rezignoval poslanec a bývalý předseda strany Jan Šrámek. Po únorovém převratu v roce 1948 patřil Berák ke skupině politiků lidové strany, kteří souhlasili s vývojem a setrvali ve straně i poté, co se stala loajálním spojencem KSČ. Znovu se za ČSL členem parlamentu stal ve volbách do Národního shromáždění roku 1948. Zvolen byl za volební kraj Plzeň. Mandát získal i ve volbách do Národního shromáždění roku 1954 (volební kraj Praha), volbách do Národního shromáždění roku 1960 (po nich poslancem Národního shromáždění ČSSR) a volbách do Národního shromáždění roku 1964. Krátce po nich ale zemřel.

## Vyznamenání[12]
- Řád republiky
- Řád práce
- Řád 25. února
- Vyznamenání Za zásluhy o výstavbu

## Zajímavosti
O Jaromíru Berákovi pojednává divadelní hra Jaromír Berák, první český dadaista z příborského gymplu, která volně zpracovává jeho životní osudy coby abiturienta Masarykova gymnázia v Příboře, který v mládí založil první českou dadaistickou skupinu (později se obrátil ke katolicismu). Divadelní hru uvedl studentský soubor žáků Masarykova gymnázia Žluté S.A.K.O., vedený Mgr. Zdeňkou Bizoňovou a Mgr. Magdalenou Divišovou.